# پاشش (امواج آب)
پدیده پاشش (Dispersion) در امواج سطح آب (و در بسیاری امواج دیگر نظیر نور و پلاسما) سبب می‌گردد که امواج آب بسته به طول‌موج‌شان با سرعت‌های فاز مختلف انتشار یابند.

## امواج تفرق‌زا
چنانچه در محیطی امواج دارای طول موج‌های مختلف با سرعت‌های متفاوت انتشار پیدا نمایند آن‌ها را امواج تفرق‌زا می‌نامیم. پدیدهٔ تفرق‌زایی را تنها منبع ایجاد موج نیست که تعیین می‌کند بلکه به محیط انتشار هم وابسته می‌باشد. آب از جمله محیط‌های تفرق‌زا می‌باشد.
به منظور مشاهدهٔ رفتار تفرق‌زای امواج به صورت ریاضی مثال‌های زیر را می‌توان شاهد آورد:

### مثال ۱
معادله کلاین-گوردون را در نظر می‌گیریم:
{\displaystyle \phi _{tt}-\phi _{xx}+\phi =0\!}
با توجه به خطی بودن معادلهٔ بالا چنانچه تبدیل دو بعدی فوریه را به صورت زیر اعمال کنیم خواهیم داشت:
{\displaystyle \phi (t,x)\!} را به فرم زیر بیان کرده و در معادله قرار می‌دهیم.
{\displaystyle \phi (t,x)=\Sigma c(\omega ,k)e^{i(\omega t+kx)}\!}
که در این‌جا {\displaystyle \omega \!} فرکانس، {\displaystyle k\!} عدد موج، و {\displaystyle i={\sqrt {-1}}\!} واحد موهومی است. پس از مشتق‌گیری‌های جزئی و اعمال پاره‌ای عملیات سادهٔ جبری به دست می‌آوریم:
{\displaystyle \omega ^{2}=k^{2}+1\!}
که در واقع، رابطهٔ مابین دو متغیر {\displaystyle \omega \!} و {\displaystyle k\!} را در فضای فوریه با مختصات فرکانس و عدد موج بیان می‌دارد. به زبان فیزیک و مکانیک امواج چنین رابطه‌ای را رابطهٔ تفرق می‌نامیم.

### مثال ۲
معادله خطی کورتوگ-دوریز را در نظر می‌گیریم:
{\displaystyle \phi _{t}+{\frac {3}{2}}\phi _{x}+{\frac {1}{6}}\phi _{xxx}=0\!}
با تبدیل فوریه این معادله دیفرانسیل خطی به فضای فرکانس، عدد موج رابطه تفرق مربوطه خواهدشد:
{\displaystyle \omega ={\frac {3}{2}}k-{\frac {1}{6}}k^{3}\!}